# Persone di nome Manuel
| Questa pagina contiene informazioni ricavate automaticamente dalle voci biografiche con l'ausilio del template Bio e di un bot. L'aggiornamento è periodico e automatico e ricostruisce completamente la pagina. Se manca una persona in questa lista, sei pregato di non aggiungerla, ma accertati piuttosto che la sua voce biografica contenga il template Bio e che i dati anagrafici siano correttamente compilati. Se il template Bio manca, inseriscilo tu stesso o, in alternativa, metti l'avviso {{tmp\|Bio}} che ne segnala la mancanza. Se i dati riportati sono sbagliati, correggi direttamente la voce biografica; le modifiche saranno visibili in questa lista entro pochi giorni. Per chiarimenti vedi il progetto antroponimi. La lista contiene solo le 717 persone che sono citate nell'enciclopedia e per le quali è stato implementato correttamente il template Bio. Pagina aggiornata al 22 lug 2025. |

Questa è una lista di persone presenti nell'enciclopedia che hanno il nome Manuel, suddivise per attività principale.

## Allenatori di calcio(38)
- Manuel Alfaro, allenatore di calcio e ex calciatore spagnolo (Alcalá de Henares, n. 1971)
- Manuel Barbosa, allenatore di calcio e ex calciatore portoghese (Vila Nova de Gaia, n. 1951)
- Manuel Baum, allenatore di calcio e ex calciatore tedesco (Landshut, n. 1979)
- Manuel Cajuda, allenatore di calcio e ex calciatore portoghese (Olhão, n. 1951)
- Manuel Cardoni, allenatore di calcio e ex calciatore lussemburghese (Rumelange, n. 1972)
- Manuel Castro González, allenatore di calcio spagnolo (Vigo, n. 1885 - Vigo, † 1944)
- Manuel Coppola, allenatore di calcio e ex calciatore italiano (Roma, n. 1982)
- Manuel Fernández Amado, allenatore di calcio e ex calciatore spagnolo (Ferrol, n. 1950)
- Jesualdo Ferreira, allenatore di calcio portoghese (Mirandela, n. 1946)
- Manu Ferrera, allenatore di calcio e ex calciatore belga (El Cerro de Andévalo, n. 1958)
- Manuel Fleitas Solich, allenatore di calcio e calciatore paraguaiano (Asunción, n. 1900 - Rio de Janeiro, † 1984)
- Manuel Giandonato, allenatore di calcio e ex calciatore italiano (Casoli, n. 1991)
- Manuel Giúdice, allenatore di calcio e calciatore argentino (Córdoba, n. 1918 - Buenos Aires, † 1983)
- Manuel Gomes, allenatore di calcio e ex calciatore portoghese (Barcelos, n. 1951)
- Manuel Iori, allenatore di calcio e ex calciatore italiano (Varese, n. 1982)
- Manuel Jiménez Jiménez, allenatore di calcio, dirigente sportivo e ex calciatore spagnolo (Arahal, n. 1964)
- Manuel Kerhe, allenatore di calcio e ex calciatore austriaco (Sankt Veit an der Glan, n. 1987)
- Manny Lagos, allenatore di calcio e ex calciatore statunitense (Saint Paul, n. 1971)
- Manuel Lapuente, allenatore di calcio e ex calciatore messicano (Città del Messico, n. 1944)
- Manuel Machado, allenatore di calcio portoghese (Guimarães, n. 1955)
- Manolo, allenatore di calcio e ex calciatore spagnolo (Cáceres, n. 1965)
- Manuel Albino Morim Maçães, allenatore di calcio e ex calciatore portoghese (Póvoa de Varzim, n. 1972)
- Manuel Márquez Roca, allenatore di calcio e ex calciatore spagnolo (Barcellona, n. 1968)
- Manuel Pascali, allenatore di calcio e ex calciatore italiano (Milano, n. 1981)
- Manuel Pasqual, allenatore di calcio e ex calciatore italiano (San Donà di Piave, n. 1982)
- Manuel Pellegrini, allenatore di calcio e ex calciatore cileno (Santiago del Cile, n. 1953)
- Manuel Polinario, allenatore di calcio e ex calciatore spagnolo (Puente Genil, n. 1943)
- Manolo Preciado, allenatore di calcio e calciatore spagnolo (El Astillero, n. 1957 - El Mareny de Barraquetes, † 2012)
- Manuel Rodríguez Araneda, allenatore di calcio e calciatore cileno (Santiago del Cile, n. 1939 - Santiago del Cile, † 2018)
- Manuel Rodríguez Vega, allenatore di calcio e ex calciatore cileno (Santiago del Cile, n. 1944)
- Manuel Ruiz Pérez, allenatore di calcio e ex calciatore spagnolo (Jerez de la Frontera, n. 1962)
- Manuel Sarabia, allenatore di calcio e ex calciatore spagnolo (Abanto-Zierbena, n. 1957)
- Manuel Scalise, allenatore di calcio e ex calciatore italiano (Rho, n. 1981)
- Manuel Vidrio, allenatore di calcio e ex calciatore messicano (Teocuitatlán de Corona, n. 1972)
- Manolo Villanova, allenatore di calcio e ex calciatore spagnolo (Saragozza, n. 1942)
- Manuel Zúñiga, allenatore di calcio e ex calciatore spagnolo (Luciana, n. 1960)
- Manuel Jorge da Silva Cruz, allenatore di calcio e ex calciatore portoghese (Vila Nova de Gaia, n. 1972)
- Manuel José, allenatore di calcio e ex calciatore portoghese (Vila Real de Santo António, n. 1946)

## Allenatori di pallacanestro(2)
- Manolo Hussein, allenatore di pallacanestro e dirigente sportivo spagnolo (Las Palmas de Gran Canaria, n. 1962)
- Manuel Pérez, allenatore di pallacanestro cubano (n. 1944 - † 2024)

## Allenatori di pallavolo(1)
- Manuel Sevillano, allenatore di pallavolo e pallavolista spagnolo (Reus, n. 1981)

## Altisti(1)
- Manuel Lando, altista italiano (Cittadella, n. 2000)

## Ammiragli(1)
- Manuel Blanco Encalada, ammiraglio e politico cileno (Buenos Aires, n. 1790 - Santiago del Cile, † 1876)

## Antropologi(1)
- Manuel Gamio, antropologo, archeologo e sociologo messicano (Città del Messico, n. 1883 - Città del Messico, † 1960)

## Arbitri di calcio(7)
- Manuel Díaz Vega, arbitro di calcio spagnolo (Salas, n. 1954)
- Manuel Gräfe, ex arbitro di calcio tedesco (Berlino Ovest, n. 1973)
- Manuel Enrique Mejuto González, ex arbitro di calcio spagnolo (La Felguera, n. 1965)
- Manuel Schüttengruber, arbitro di calcio austriaco (Linz, n. 1983)
- Manuel Serapião Filho, ex arbitro di calcio brasiliano (n. 1947)
- Manuel de Sousa, arbitro di calcio portoghese (Porto, n. 1975)
- Manuel Volpi, arbitro di calcio italiano (Città della Pieve, n. 1988)

## Architetti(2)
- Manuel da Maia, architetto, ingegnere e archivista portoghese (Lisbona, n. 1677 - Lisbona, † 1768)
- Manuel María Smith, architetto spagnolo (Bilbao, n. 1879 - Getxo, † 1956)

## Arcivescovi cattolici(7)
- Manuel Quintano Bonifaz, arcivescovo cattolico spagnolo (Salas de los Infantes - Madrid, † 1774)
- Manuel García Gil, arcivescovo cattolico e cardinale spagnolo (San Salvador de Camba, n. 1802 - Saragozza, † 1881)
- Manuel de la Torre y Gutiérrez, arcivescovo cattolico spagnolo (Alcalá de Henares, n. 1635 - Lanciano, † 1694)
- Manuel de la Torre, arcivescovo cattolico spagnolo (Ampudia, n. 1618 - † 1679)
- Manuel Ureña Pastor, arcivescovo cattolico spagnolo (Albaida, n. 1945)
- Manuel Vieira Pinto, arcivescovo cattolico portoghese (São Pedro de Aboim, n. 1923 - Porto, † 2020)
- Manuel Vieira de Matos, arcivescovo cattolico portoghese (Peso da Régua, n. 1861 - Braga, † 1932)

## Attori(22)
- Manuel Alexandre, attore spagnolo (Madrid, n. 1917 - Madrid, † 2010)
- Imanol Arias, attore e regista spagnolo (Riaño, n. 1956)
- Manuel Bandera, attore spagnolo (Malaga, n. 1960)
- Manuel Blanc, attore francese (Boulogne-Billancourt, n. 1968)
- Manuel de Blas, attore spagnolo (Badajoz, n. 1941)
- Manuel Casella, attore e ex modello italiano (Piacenza, n. 1978)
- Manu Fullola, attore spagnolo (Barcellona, n. 1978)
- Manuel Garcia-Rulfo, attore messicano (Guadalajara, n. 1981)
- Manuel Gary, attore francese (Marsiglia, n. 1912 - Marsiglia, † 1988)
- Manuel Guitián, attore spagnolo (Madrid, n. 1900 - Madrid, † 1992)
- Manny Jacinto, attore filippino (Manila, n. 1987)
- Manuel Ojeda, attore messicano (La Paz, n. 1940 - Dublino, † 2022)
- Manuel Padilla Jr., attore statunitense (Los Angeles, n. 1955 - Pomona, † 2008)
- Anthony Quinn, attore messicano (Chihuahua, n. 1915 - Boston, † 2001)
- Manuel Regueiro, attore e cantante spagnolo (Pontevedra, n. 1968)
- Manuel Roero, attore argentino (Buenos Aires, n. 1914)
- Manuel Rufini, attore italiano (Roma, n. 1971)
- Manu Ríos, attore, cantante e modello spagnolo (Calzada de Calatrava, n. 1998)
- Manolo Solo, attore spagnolo (Algeciras, n. 1964)
- Manuel Steitz, attore tedesco (Monaco di Baviera, n. 1994)
- Manuel Wirzt, attore, cantante e regista teatrale argentino (San Nicolás de los Arroyos, n. 1963)
- Manuel Zarzo, attore spagnolo (Madrid, n. 1932 - Madrid, † 2025)

## Attori pornografici(1)
- Manuel Ferrara, attore pornografico francese (Le Raincy, n. 1975)

## Avvocati(8)
- Manuel Ferraz de Campos Sales, avvocato e politico brasiliano (Campinas, n. 1842 - Santos, † 1912)
- Manuel Cisneros, avvocato, giornalista e politico peruviano (Lima, n. 1907 - Lima, † 1971)
- Manuel Corral, avvocato e religioso spagnolo (Cabeza del Buey, n. 1934 - Palmar de Troya, † 2011)
- Manuel Fal Conde, avvocato e politico spagnolo (Higuera de la Sierra, n. 1894 - Siviglia, † 1975)
- Manuel Franco, avvocato, magistrato e politico paraguaiano (Concepción, n. 1871 - † 1919)
- Manuel García Prieto, avvocato e politico spagnolo (Astorga, n. 1859 - San Sebastián, † 1938)
- Manuel Rodríguez Erdoíza, avvocato, politico e guerrigliero cileno (Santiago del Cile, n. 1785 - Tiltil, † 1818)
- Manuel Silvela y de Le Vielleuze, avvocato, scrittore e politico spagnolo (Parigi, n. 1830 - Madrid, † 1892)

## Baritoni(2)
- Manuel Ausensi, baritono spagnolo (Barcellona, n. 1919 - Creixell, † 2005)
- Manuel García, baritono spagnolo (Madrid, n. 1805 - Londra, † 1906)

## Biblisti(1)
- Manuel de Sá, biblista e gesuita portoghese (Vila do Conde, n. 1530 - Arona, † 1596)

## Bobbisti(1)
- Manuel Machata, ex bobbista tedesco (Berchtesgaden, n. 1984)

## Canoisti(1)
- Manuel António, canoista angolano (Damba, n. 2000)

## Cantanti(6)
- Manu Alvarez, cantante e chitarrista francese (Auxerre)
- Manolo Escobar, cantante spagnolo (Las Norias de Daza, n. 1931 - Benidorm, † 2013)
- Puntillita, cantante cubano (Holguín, n. 1927 - L'Avana, † 2000)
- Manuel Mijares, cantante messicano (Città del Messico, n. 1958)
- Manuel Ortega, cantante austriaco (Steyregg, n. 1980)
- Manuel Turizo, cantante colombiano (Montería, n. 2000)

## Cantautori(4)
- Manuel Agnelli, cantautore, polistrumentista e produttore discografico italiano (Milano, n. 1966)
- MusicaPerBambini, cantautore italiano (Piacenza, n. 1973)
- Manuel De Peppe, cantautore, attore e arrangiatore italiano (Milano, n. 1970)
- Immanuel Casto, cantautore, autore di giochi e attivista italiano (Alzano Lombardo, n. 1983)

## Cardinali(8)
- Manuel Arce y Ochotorena, cardinale e arcivescovo cattolico spagnolo (San Julián de Ororbia, n. 1879 - Tarragona, † 1948)
- Manuel Arias y Porres, cardinale e arcivescovo cattolico spagnolo (Alaejos, n. 1638 - Siviglia, † 1717)
- Manuel Arteaga y Betancourt, cardinale e arcivescovo cattolico cubano (Camagüey, n. 1879 - L'Avana, † 1963)
- Manuel Gonçalves Cerejeira, cardinale e patriarca cattolico portoghese (Lousado, n. 1888 - Lisbona, † 1977)
- Manuel José Macário do Nascimento Clemente, cardinale e patriarca cattolico portoghese (Torres Vedras, n. 1948)
- Manuel Monteiro de Castro, cardinale e arcivescovo cattolico portoghese (Santa Eufémia de Prazins, n. 1938)
- Manuel Bento Rodrigues da Silva, cardinale e patriarca cattolico portoghese (Vila Nova de Gaia, n. 1800 - Lisbona, † 1869)
- Manuel Joaquín Tarancón y Morón, cardinale e arcivescovo cattolico spagnolo (Covarrubias, n. 1782 - Siviglia, † 1862)

## Ceramisti(1)
- Manuel Cargaleiro, ceramista e pittore portoghese (Vila Velha de Ródão, n. 1927 - Lisbona, † 2024)

## Cestisti(24)
- Manuel Aller, ex cestista e allenatore di pallacanestro spagnolo (Ponferrada, n. 1963)
- Manuel Araneta, cestista filippino (Iloilo, n. 1926 - Laoag, † 2003)
- Manuel Arce, cestista peruviano (Lima, n. 1909 - Lima, † 1984)
- Alejandro Barrios, cestista venezuelano (Barlovento, n. 1979)
- Manuel Bosch, ex cestista spagnolo (Badalona, n. 1956)
- Manuel Calonga, cestista paraguaiano (Asunción, n. 1938)
- Manuel Carrizo, ex cestista argentino (Buenos Aires, n. 1980)
- Manolo Cintrón, ex cestista e allenatore di pallacanestro portoricano (Ponce, n. 1963)
- Manolo Flores, ex cestista e allenatore di pallacanestro spagnolo (Mérida, n. 1951)
- Manuel Gadea, ex cestista uruguaiano (Montevideo, n. 1942)
- Manuel Guerrero, cestista argentino (n. 1911)
- Manuel Ledesma, cestista cileno (Huara, n. 1920 - Valparaíso, † 2001)
- Manuel Martín, cestista spagnolo (Sant Feliu de Llobregat, n. 1922 - Sant Feliu de Llobregat, † 2003)
- Manuel Narváez, ex cestista portoricano (Bayamón, n. 1981)
- Manny Paner, ex cestista filippino (Cebu, n. 1949)
- Manuel Pardo Abad, cestista spagnolo (Ferrol, n. 1931 - Ferrol, † 2009)
- Manuel Raga, ex cestista e allenatore di pallacanestro messicano (Aldama, n. 1944)
- Manuel Raga, ex cestista svizzero (Lugano, n. 1973)
- Manuel Sáenz, ex cestista messicano (Monterrey, n. 1948)
- Lolo Sainz, ex cestista, allenatore di pallacanestro e dirigente sportivo spagnolo (Tétouan, n. 1940)
- Manuel Sousa, ex cestista e allenatore di pallacanestro angolano (Luanda, n. 1962)
- Manuel Usher, cestista e allenatore di pallacanestro uruguaiano (Montevideo, n. 1932 - † 2020)
- Manuel Valerio, cestista peruviano (n. 1943)
- Manuel Vanuzzo, cestista e allenatore di pallacanestro italiano (Dolo, n. 1975)

## Chitarristi(1)
- Manuel Göttsching, chitarrista e compositore tedesco (Berlino, n. 1952 - Berlino, † 2022)

## Ciclisti su strada(11)
- Manuel Belletti, ex ciclista su strada italiano (Cesena, n. 1985)
- Manuel Beltrán, ex ciclista su strada e mountain biker spagnolo (Jaén, n. 1971)
- Manuel Calvente, ex ciclista su strada spagnolo (Granada, n. 1976)
- Manuel Cardoso, ex ciclista su strada portoghese (Paços de Ferreira, n. 1983)
- Manuel Costa, ciclista su strada spagnolo (Vilafranca del Penedès, n. 1921)
- Manuel Fernández Ginés, ex ciclista su strada spagnolo (La Zubia, n. 1971)
- Manuel Peñalver, ciclista su strada e pistard spagnolo (Torrevieja, n. 1998)
- Manuel Quinziato, ex ciclista su strada italiano (Bolzano, n. 1979)
- Manuel Rodríguez Barros, ciclista su strada spagnolo (Ponteareas, n. 1926 - Vigo, † 1997)
- Manuel Senni, ex ciclista su strada italiano (Cesena, n. 1992)
- Manuel Vázquez, ex ciclista su strada spagnolo (Churriana de la Vega, n. 1981)

## Combinatisti nordici(2)
- Manuel Faißt, combinatista nordico tedesco (Furtwangen im Schwarzwald, n. 1993)
- Manuel Senoner, combinatista nordico italiano (n. 2006)

## Compositori(8)
- Manuel Cardoso, compositore, organista e religioso portoghese (Fronteira, n. 1566 - Lisbona, † 1650)
- Manuel De Sica, compositore italiano (Roma, n. 1949 - Roma, † 2014)
- Manuel de Falla, compositore spagnolo (Cadice, n. 1876 - Alta Gracia, † 1946)
- Manuel Infante, compositore spagnolo (Osuna, n. 1883 - Parigi, † 1958)
- Manuel Pla, compositore, oboista e clavicembalista spagnolo (Torquemada, n. 1725 - † 1766)
- Manuel Ponce, compositore messicano (Fresnillo, n. 1882 - Città del Messico, † 1948)
- Manuel Rosenthal, compositore e direttore d'orchestra francese (Parigi, n. 1904 - Parigi, † 2003)
- Manuel de Zumaya, compositore messicano (Messico, n. 1678 - Oaxaca de Juárez, † 1755)

## Conduttori televisivi(1)
- Manuel Luís Goucha, conduttore televisivo, imprenditore e scrittore portoghese (Madalena, n. 1954)

## Criminali(1)
- Manuel Blanco Romasanta, criminale spagnolo (Aldea de Regueiro, n. 1809 - Ceuta, † 1863)

## Danzatori(1)
- Manuel Frattini, danzatore, cantante e coreografo italiano (Corsico, n. 1965 - Milano, † 2019)

## Diplomatici(3)
- Manuel de Benavides y Aragón, diplomatico e politico spagnolo (Palermo, n. 1682 - Madrid, † 1748)
- Manuel Gondra, diplomatico e politico paraguaiano (Buenos Aires, n. 1871 - Asunción, † 1927)
- Manuel de Oms y de Santa Pau, diplomatico spagnolo (Barcellona, n. 1651 - Lima, † 1710)

## Direttori della fotografia(1)
- Manuel Dacosse, direttore della fotografia belga (Uccle, n. 1977)

## Dirigenti sportivi(4)
- Manuel Belleri, dirigente sportivo e ex calciatore italiano (Gardone Val Trompia, n. 1977)
- Manuel Gerolin, dirigente sportivo e ex calciatore italiano (Venezia, n. 1961)
- Manuel Llorente Martín, dirigente sportivo spagnolo (Benetússer, n. 1952)
- Octavio Zambrano, dirigente sportivo, allenatore di calcio e ex calciatore ecuadoriano (Guayaquil, n. 1958)

## Divulgatori scientifici(1)
- Manuel Toharia, divulgatore scientifico e saggista spagnolo (Madrid, n. 1944)

## Doppiatori(1)
- Manuel Meli, doppiatore italiano (Roma, n. 1995)

## Drammaturghi(1)
- Manuel Tamayo y Baus, drammaturgo spagnolo (Madrid, n. 1829 - Madrid, † 1898)

## Economisti(2)
- Manuel Belgrano, economista, politico e generale argentino (Buenos Aires, n. 1770 - Buenos Aires, † 1820)
- Manuel Colmeiro y Penido, economista, storico e politico spagnolo (Santiago di Compostela, n. 1818 - Madrid, † 1894)

## Esploratori(1)
- Manuel Lisa, esploratore spagnolo (New Orleans, n. 1772 - Saint Louis, † 1820)

## Filologi(1)
- Manuel Milá, filologo e traduttore spagnolo (Vilafranca del Penedès, n. 1818 - Barcellona, † 1884)

## Filosofi(1)
- Manuel Mindán Manero, filosofo e presbitero spagnolo (Calanda, n. 1902 - Madrid, † 2006)

## Flautisti(1)
- Manuel María Gutiérrez, flautista e compositore costaricano (Heredia, n. 1829 - San José, † 1887)

## Fotografi(3)
- Manuel Álvarez Bravo, fotografo messicano (Città del Messico, n. 1902 - Città del Messico, † 2002)
- Manuel Pérez Barriopedro, fotografo spagnolo
- Manuel Rivera-Ortiz, fotografo statunitense (Guayama, n. 1968)

## Francescani(1)
- Manuel Navarrete, francescano messicano (Zamora, n. 1768 - Tlalpujahua, † 1809)

## Fumettisti(1)
- Manuel Gonzales, fumettista statunitense (Cabañas de Sayago, n. 1913 - Los Angeles, † 1993)

## Generali(19)
- Manuel José Arce, generale salvadoregno (San Salvador, n. 1785 - † 1847)
- Manuel Baquedano, generale e politico cileno (Santiago del Cile, n. 1823 - Santiago del Cile, † 1897)
- Manuel Bulnes, generale e politico cileno (Concepción, n. 1799 - Santiago del Cile, † 1866)
- Manuel d'Orléans, conte di Charny, generale francese (Bruxelles, n. 1677 - Napoli, † 1740)
- Manuel M. Diéguez, generale, politico e rivoluzionario messicano (Guadalajara, n. 1874 - Tuxtla Gutiérrez, † 1924)
- Manuel Antonio Flórez, generale spagnolo (Siviglia, n. 1723 - Madrid, † 1799)
- Manuel Freire de Andrade, generale spagnolo (Carmona, n. 1767 - Madrid, † 1835)
- Manuel González de Cosío, generale e politico messicano (Zacatecas, n. 1836 - Coyoacán, † 1913)
- Manuel Mondragón, generale messicano (Ixtlahuaca, n. 1859 - San Sebastián, † 1922)
- Manuel Noriega, generale e politico panamense (Panama, n. 1934 - Panama, † 2017)
- Manuel A. Odría, generale e politico peruviano (Tarma, n. 1897 - Lima, † 1974)
- Manuel Pavía, generale spagnolo (Cadice, n. 1827 - Madrid, † 1895)
- Manuel Piar, generale venezuelano (Willemstad, n. 1774 - Angostura, † 1817)
- Manuel Jorge Rodrigues, generale e politico portoghese (Lisbona, n. 1777 - Rio de Janeiro, † 1845)
- Manuel Romerales Quintero, generale spagnolo (Madrid, n. 1875 - Melilla, † 1936)
- Manuel Fernández Silvestre y Pantiga, generale spagnolo (El Caney, n. 1871 - Annual, † 1921)
- Manuel Tinio, generale, rivoluzionario e politico filippino (Aliaga, n. 1877 - Intramuros, † 1924)
- Manuel Villacampa del Castillo, generale spagnolo (Betanzos, n. 1827 - Melilla, † 1889)
- Manuel Gomes da Costa, generale e politico portoghese (Lisbona, n. 1863 - Lisbona, † 1929)

## Gesuiti(2)
- Manuel Rodríguez Aponte, gesuita, grecista e missionario spagnolo (Oropesa, n. 1737 - Bologna, † 1815)
- Manuel da Nóbrega, gesuita portoghese (Sanfins do Douro, n. 1517 - Rio de Janeiro, † 1570)

## Giocatori di baseball(2)
- Manny Machado, giocatore di baseball statunitense (Hialeah, n. 1992)
- Manny Ramírez, giocatore di baseball dominicano (Santo Domingo, n. 1972)

## Giocatori di calcio a 5(1)
- Lolo Urbano, giocatore di calcio a 5 spagnolo (Cordova, n. 1987)

## Giocatori di football americano(4)
- Manuel Engelmann, giocatore di football americano tedesco
- Manny Fernandez, giocatore di football americano statunitense (Oakland, n. 1946)
- Manuel Padilla Pontvianne, ex giocatore di football americano messicano (Tampico, n. 1983)
- Manny Ramirez, giocatore di football americano statunitense (Houston, n. 1983)

## Giocatori di polo(1)
- Manuel Andrada, giocatore di polo argentino (Coronel Suárez, n. 1890 - † 1962)

## Giornalisti(3)
- Manuel Aznar Acedo, giornalista spagnolo (Bilbao, n. 1916 - Madrid, † 2001)
- Manuel Ferrara, giornalista italiano (Genzano di Roma, n. 1997)
- Noli de Castro, giornalista e politico filippino (Pola, n. 1949)

## Giuristi(2)
- Manuel Lopez de Azcutia, giurista e scrittore spagnolo (Siviglia, n. 1815 - Madrid, † 1887)
- Manuel Montt, giurista e politico cileno (Petorca, n. 1809 - Santiago del Cile, † 1880)

## Hockeisti su ghiaccio(2)
- Manuel Da Tos, ex hockeista su ghiaccio italiano (Agordo, n. 1983)
- Manuel De Toni, ex hockeista su ghiaccio italiano (Feltre, n. 1979)

## Hockeisti su prato(1)
- Manuel Brunet, hockeista su prato argentino (Rosario, n. 1985)

## Imprenditori(3)
- Manuel Críspulo González, imprenditore spagnolo (Jerez de la Frontera, n. 1846 - Jerez de la Frontera, † 1933)
- Carlos Mouriño, imprenditore e dirigente sportivo spagnolo (Vigo, n. 1943)
- Manny Villar, imprenditore e politico filippino (Tondo, n. 1949)

## Informatici(1)
- Manuel Blum, informatico statunitense (Caracas, n. 1938)

## Ingegneri(1)
- Manuel Aranda San Juan, ingegnere e traduttore spagnolo (Alicante, n. 1845 - Barcellona, † 1900)

## Judoka(1)
- Manuel Lombardo, judoka italiano (Torino, n. 1998)

## Maratoneti(2)
- Manuel Matias, ex maratoneta portoghese (Ferreira do Alentejo, n. 1962)
- Manuel Plaza, maratoneta e mezzofondista cileno (San Bernardo, n. 1900 - Santiago del Cile, † 1969)

## Medici(3)
- Manuel Arruda Câmara, medico e botanico brasiliano (Pombal, n. 1752 - Goiana, † 1810)
- Manuel Elkin Patarroyo, medico colombiano (Ataco, n. 1946 - Bogotà, † 2025)
- Manuel Augusto Pirajá da Silva, medico brasiliano (Camamu, n. 1873 - Salvador, † 1961)

## Mezzofondisti(3)
- Manuel António, mezzofondista angolano (Luanda, n. 1988)
- Manuel Cominotto, mezzofondista italiano (Monselice, n. 1990)
- Manuel Olmedo, mezzofondista spagnolo (Siviglia, n. 1983)

## Militari(12)
- Manuel Arredondo y Pelegrín, militare e magistrato spagnolo († 1821)
- Manuel Atanasio Cabañas, militare paraguaiano (Pirayú, n. 1768 - † 1828)
- Manuel Dorrego, militare e politico argentino (Buenos Aires, n. 1787 - Navarro, † 1828)
- Manuel Antonio de Emparán y Orbe, militare spagnolo (Azpeitia, n. 1754 - Algeciras, † 1801)
- Manuel Fernández Castrillón, militare messicano (Cuba - San Jacinto, † 1836)
- Manuel Gallego, militare spagnolo (Mérida, n. 1894 - Madrid, † 1965)
- Manuel Godinho de Erédia, militare, scrittore e cartografo portoghese (Malacca, n. 1563 - † 1623)
- Manuel Luís Osório, militare e politico brasiliano (Conceição do Arroio, n. 1808 - Rio de Janeiro, † 1879)
- Manuel Marques de Sousa, militare e politico brasiliano (Rio Grande, n. 1804 - Rio de Janeiro, † 1875)
- Manuel Quimper, militare, esploratore e cartografo peruviano (Lima - Lima, † 1844)
- Manuel Deodoro da Fonseca, militare e politico brasiliano (Vila de Santa Maria Madalena da Lagoa do Sul, n. 1827 - Barra Mansa, † 1892)
- Manuel de Velasco, militare spagnolo

## Missionari(2)
- Manuel Godinho, missionario portoghese (n. 1630 - † 1712)
- Manuel de Almeida, missionario portoghese (Rio de Janeiro, n. 1578 - Goa, † 1646)

## Musicisti(3)
- Manuel Antonio Carreño, musicista, insegnante e diplomatico venezuelano (Caracas, n. 1812 - Parigi, † 1874)
- Manolo, musicista e imprenditore spagnolo (San Carlos del Valle, n. 1949 - Vila-real, † 2025)
- Manuel Saumell, musicista cubano (L'Avana, n. 1818 - † 1870)

## Nobili(2)
- Manuel de Faria e Sousa, nobile, scrittore e storico portoghese (Felgueiras, n. 1590 - Madrid, † 1649)
- Manuel Godoy, nobile e politico spagnolo (Badajoz, n. 1767 - Parigi, † 1851)

## Nuotatori(4)
- Manuel Bortuzzo, nuotatore italiano (Trieste, n. 1999)
- Manuel Frigo, nuotatore italiano (Cittadella, n. 1997)
- Manuel Guerra, nuotatore spagnolo (Las Palmas de Gran Canaria, n. 1928 - † 2020)
- Manuel dos Santos Filho, ex nuotatore brasiliano (Guararapes, n. 1939)

## Pallamanisti(2)
- Manuel Adler, pallamanista uruguaiano (n. 1992)
- Manuel Štrlek, pallamanista croato (n. 1988)

## Pallanuotisti(5)
- Manuel Armangué, pallanuotista spagnolo (Barcellona, n. 1901 - Ginevra, † 1985)
- Manuel Basté, pallanuotista spagnolo (Barcellona, n. 1899 - Barcellona, † 1977)
- Manuel Castro Aparicio, pallanuotista messicano (Ciudad Juárez, n. 1923)
- Manuel Majo, pallanuotista spagnolo (Barcellona, n. 1909 - Barcellona, † 1955)
- Manuel Silvestre, ex pallanuotista spagnolo (Barcellona, n. 1965)

## Pallavolisti(1)
- Manuel Coscione, pallavolista italiano (Cuneo, n. 1980)

## Pesisti(1)
- Manuel Martínez, ex pesista spagnolo (León, n. 1974)

## Pianisti(1)
- Manuel Rocheman, pianista francese (Parigi, n. 1964)

## Piloti automobilistici(2)
- Manny Ayulo, pilota automobilistico statunitense (Burbank, n. 1921 - Speedway, † 1955)
- Manuel Reuter, pilota automobilistico tedesco (Magonza, n. 1961)

## Piloti motociclistici(10)
- Manuel Andujar, pilota motociclistico argentino (Lobos, n. 1996)
- Manuel Bastianelli, pilota motociclistico italiano (Roma, n. 2000)
- Sete Gibernau, pilota motociclistico spagnolo (Barcellona, n. 1972)
- Manuel González, pilota motociclistico spagnolo (Madrid, n. 2002)
- Manuel Hernández García, pilota motociclistico spagnolo (Cartagena, n. 1984)
- Manuel Herreros, pilota motociclistico spagnolo (Villarrobledo, n. 1963)
- Manuel Manna, pilota motociclistico italiano (Pesaro, n. 1984)
- Manuel Monni, pilota motociclistico italiano (Perugia, n. 1984)
- Manuel Pagliani, pilota motociclistico italiano (Camposampiero, n. 1996)
- Manuel Poggiali, pilota motociclistico e giocatore di calcio a 5 sammarinese (Città di San Marino, n. 1983)

## Pittori(9)
- Manuel Acevedo, pittore spagnolo (Madrid, n. 1744 - † 1800)
- Manuel Acosta, pittore spagnolo (Siviglia, n. 1787 - Siviglia, † 1800)
- Manuel Aguirre y Monsalbe, pittore spagnolo (n. 1822 - † 1856)
- Manuel da Costa Ataíde, pittore e scultore brasiliano (Mariana, n. 1762 - Mariana, † 1830)
- Manuel Bayeu, pittore, architetto e monaco cristiano spagnolo (Saragozza, n. 1740)
- Manuel Ferrán, pittore e docente spagnolo (Barcellona, n. 1830 - Barcellona, † 1896)
- Manuel Luque, pittore e incisore spagnolo (Almería, n. 1854 - Parigi, † 1918)
- Manuel Ortiz de Zárate, pittore cileno (Como, n. 1887 - Los Angeles, † 1946)
- Manuel Panselinos, pittore bizantino (Salonicco)

## Poeti(13)
- Manuel Acuña, poeta e scrittore messicano (Saltillo, n. 1849 - Città del Messico, † 1873)
- Manuel Alegre, poeta, scrittore e politico portoghese (Águeda, n. 1936)
- Manuel Altolaguirre, poeta spagnolo (Malaga, n. 1905 - Burgos, † 1959)
- Manuel Inácio da Silva Alvarenga, poeta brasiliano (Vila Rica, n. 1749 - Rio de Janeiro, † 1814)
- Manuel Maria Barbosa du Bocage, poeta portoghese (Setúbal, n. 1765 - Lisbona, † 1805)
- Manuel del Cabral, poeta, scrittore e diplomatico dominicano (Santiago de los Caballeros, n. 1907 - Santo Domingo, † 1999)
- Manuel Carpio, poeta, scrittore e filosofo messicano (Cosamaloapan del Carpio, n. 1791 - Città del Messico, † 1860)
- Manuel Fernández Juncos, poeta e giornalista spagnolo (Ribadesella, n. 1846 - San Juan, † 1928)
- Manuel Gutiérrez Nájera, poeta messicano (Città del Messico, n. 1859 - † 1895)
- Manuel José de Lavardén, poeta, drammaturgo e giornalista argentino (Buenos Aires, n. 1754 - Colonia del Sacramento, † 1809)
- Manuel Machado, poeta, scrittore e drammaturgo spagnolo (Siviglia, n. 1874 - Madrid, † 1947)
- Manuel Maples Arce, poeta, politico e diplomatico messicano (Papantla, n. 1900 - Città del Messico, † 1981)
- Manuel Álvarez Ortega, poeta, scrittore e traduttore spagnolo (Cordova, n. 1923 - Madrid, † 2014)

## Poliziotti(1)
- Manuel T. Gonzaullas, agente di polizia statunitense (Cadice, n. 1891 - Dallas, † 1977)

## Presbiteri(3)
- Manuel José Abad y Queipo, presbitero spagnolo (Santa María de Villarpedre, n. 1751 - Toledo, † 1825)
- Manuel Domingo y Sol, presbitero spagnolo (Tortosa, n. 1836 - Tortosa, † 1909)
- Faustino Míguez González, presbitero spagnolo (Xamirás, n. 1831 - Getafe, † 1925)

## Procuratori sportivi(1)
- Manuel Turchi, procuratore sportivo e ex calciatore italiano (Roma, n. 1981)

## Produttori discografici(1)
- DJ Manian, produttore discografico e disc jockey tedesco (Bonn, n. 1978)

## Pugili(3)
- Manuel Cappai, pugile italiano (Cagliari, n. 1992)
- Manuel Ortiz, pugile statunitense (El Centro, n. 1916 - San Diego, † 1970)
- Manuel Vargas, pugile messicano (Lagos de Moreno, n. 1981)

## Rapper(2)
- Rosa Chemical, rapper e cantautore italiano (Rivoli, n. 1998)
- Hell Raton, rapper e produttore discografico italiano (Olbia, n. 1990)

## Registi(11)
- Manuel Caño, regista e sceneggiatore spagnolo (Tamames, n. 1931)
- Manuel De Landa, regista, artista e filosofo statunitense (Binghamton, n. 1952)
- Manuel Giliberti, regista e scenografo italiano (Caltagirone, n. 1950)
- Manuel Gutiérrez Aragón, regista, sceneggiatore e scrittore spagnolo (Torrelavega, n. 1942)
- Manuel Gómez Pereira, regista e sceneggiatore spagnolo (Madrid, n. 1953)
- Manuel Huerga, regista e sceneggiatore spagnolo (Barcellona, n. 1957)
- Manuel Martín Cuenca, regista e sceneggiatore spagnolo (Almería, n. 1964)
- Manuel Poirier, regista e sceneggiatore francese (Perù, n. 1954)
- Manuel Romero, regista cinematografico e sceneggiatore argentino (Buenos Aires, n. 1891 - Buenos Aires, † 1954)
- Manuel Ruiz Montealegre, regista colombiano (Cali, n. 1975)
- Manuel Summers, regista e sceneggiatore spagnolo (Huelva, n. 1935 - Siviglia, † 1993)

## Religiosi(2)
- Manuel Bernardes, religioso portoghese (Lisbona, n. 1644 - † 1710)
- Manuel Sanz Domínguez, religioso spagnolo (Sotodosos, n. 1888 - Paracuellos de Jarama, † 1936)

## Rugbisti a 15(6)
- Manuel Ardao, rugbista a 15 uruguaiano (Montevideo, n. 1998)
- Manuel Contepomi, ex rugbista a 15 argentino (Buenos Aires, n. 1977)
- Manuel Dallan, ex rugbista a 15 italiano (Montebelluna, n. 1976)
- Manuel Díaz, ex rugbista a 15 argentino (Mendoza, n. 1973)
- Manuel Ordas, rugbista a 15 spagnolo (Bayonne, n. 1998)
- Manuel Zuliani, rugbista a 15 italiano (Castelfranco Veneto, n. 2000)

## Saggisti(1)
- Manuel Curado, saggista e filosofo portoghese (n. 1967)

## Saltatori con gli sci(2)
- Manuel Fettner, saltatore con gli sci austriaco (Vienna, n. 1985)
- Manuel Poppinger, ex saltatore con gli sci austriaco (n. 1989)

## Scacchisti(3)
- Manuel Aaron, scacchista indiano (Toungoo, n. 1935)
- Manuel Bosboom, scacchista olandese (n. 1963)
- Manuel Golmayo de la Torriente, scacchista spagnolo (L'Avana, n. 1883 - Madrid, † 1973)

## Schermidori(3)
- Manuel Díaz Martínez, schermidore cubano (L'Avana, n. 1874 - Rochester, † 1929)
- Manuel Ortiz, schermidore cubano (L'Avana, n. 1948 - † 2008)
- Manuel Pereira, ex schermidore spagnolo (Madrid, n. 1961)

## Sciatori alpini(9)
- Manuel Carrozza, ex sciatore alpino italiano (n. 1980)
- Manuel Coppola, ex sciatore alpino italiano (n. 1968)
- Manuel Feller, sciatore alpino austriaco (Fieberbrunn, n. 1992)
- Manuel Gamper, ex sciatore alpino svizzero (n. 1983)
- Manuel Osborne-Paradis, ex sciatore alpino canadese (Vancouver, n. 1984)
- Manuel Pleisch, ex sciatore alpino svizzero (Schiers, n. 1990)
- Manuel Schmid, ex sciatore alpino tedesco (n. 1993)
- Manuel Traninger, sciatore alpino austriaco (n. 1998)
- Manuel Wieser, ex sciatore alpino austriaco (Hall in Tirol, n. 1990)

## Scrittori(21)
- Manuel Abril, scrittore, giornalista e poeta spagnolo (Madrid, n. 1884 - Madrid, † 1943)
- Manuel de Araújo Porto-Alegre, scrittore, giornalista e pittore brasiliano (Rio Pardo, n. 1806 - Lisbona, † 1879)
- Manuel Baixauli, scrittore spagnolo (Sueca, n. 1963)
- Manuel María Flores, scrittore e poeta messicano (San Andrés Chalchicomula, n. 1840 - Città del Messico, † 1885)
- Manuel García Gargallo, scrittore spagnolo (Barcellona, n. 1973)
- Manuel González Prada, scrittore, critico letterario e politico peruviano (Lima, n. 1848 - Lima, † 1918)
- Manuel Gálvez, scrittore, poeta e storico argentino (Paraná, n. 1882 - Buenos Aires, † 1962)
- Manuel Karasek, scrittore e giornalista tedesco (Stoccarda, n. 1967)
- Manuel Lezaeta Acharán, scrittore cileno (Santiago del Cile, n. 1881 - Santiago del Cile, † 1959)
- Manuel Lozoya Cigarroa, scrittore messicano (Durango, n. 1933 - Durango, † 2012)
- Manuel Mejía Vallejo, scrittore, giornalista e poeta colombiano (Jericó, n. 1923 - El Retiro, † 1998)
- Ricardo Palma, scrittore peruviano (Lima, n. 1833 - Lima, † 1919)
- Manuel Puig, scrittore, drammaturgo e sceneggiatore argentino (General Villegas, n. 1932 - Cuernavaca, † 1990)
- Manuel José Quintana, scrittore spagnolo (Madrid, n. 1772 - Madrid, † 1857)
- Manuel Rivas, scrittore spagnolo (La Coruña, n. 1957)
- Manuel Scorza, scrittore e politico peruviano (Lima, n. 1928 - Madrid, † 1983)
- Manuel Vázquez Montalbán, scrittore, saggista e giornalista spagnolo (Barcellona, n. 1939 - Bangkok, † 2003)
- Manuel Vilas, scrittore e poeta spagnolo (Barbastro, n. 1962)
- Manuel Antonio de Almeida, scrittore brasiliano (Rio de Janeiro, n. 1830 - Macaé, † 1861)
- Manuel Pires de Almeida, scrittore portoghese (Évora, n. 1597 - Lisbona, † 1655)
- Manuel María de Arjona, scrittore spagnolo (Osuna, n. 1771 - Madrid, † 1820)

## Scultori(2)
- Manuel Álvarez, scultore spagnolo (Salamanca, n. 1727 - Madrid, † 1797)
- Manolo, scultore, pittore e poeta spagnolo (Barcellona, n. 1872 - Caldes de Montbui, † 1945)

## Snowboarder(1)
- Manuel Pozzerle, snowboarder italiano (Verona, n. 1979)

## Sociologi(1)
- Manuel Castells, sociologo e politico spagnolo (Hellín, n. 1942)

## Sollevatori(1)
- Manuel Mannironi, sollevatore italiano (Roma, n. 1999)

## Sovrani(1)
- Manuele III del Congo, sovrano della Repubblica Democratica del Congo (n. 1872 - † 1927)

## Stilisti(2)
- Manolo Blahnik, stilista spagnolo (Santa Cruz de la Palma, n. 1942)
- Manuel Pertegaz, stilista spagnolo (Olba, n. 1918 - Barcellona, † 2014)

## Storici(1)
- Manuel Portela Valladares, storico e politico spagnolo (Pontevedra, n. 1867 - Bandol, † 1952)

## Tennisti(4)
- Manuel Alonso, tennista spagnolo (San Sebastián, n. 1895 - Madrid, † 1984)
- Manuel Guinard, tennista francese (Saint-Malo, n. 1995)
- Manuel Orantes, ex tennista spagnolo (Granada, n. 1949)
- Manuel Santana, tennista spagnolo (Madrid, n. 1938 - Marbella, † 2021)

## Tenori(2)
- Manuel García, tenore, compositore e impresario teatrale spagnolo (Siviglia, n. 1775 - Parigi, † 1832)
- Alfredo Sadel, tenore, compositore e attore venezuelano (Caracas, n. 1930 - Caracas, † 1989)

## Teologi(1)
- Manuel Rodríguez, teologo portoghese (n. 1551 - † 1619)

## Terroristi(1)
- Abimael Guzmán, terrorista peruviano (Mollendo, n. 1934 - Callao, † 2021)

## Tipografi(1)
- Manuel Minuesa de Lacasa, tipografo e editore spagnolo (Saragozza, n. 1816 - Madrid, † 1888)

## Tiratori a volo(1)
- Manuel Mancini, tiratore a volo sammarinese (Borgo Maggiore, n. 1982)

## Toreri(2)
- El Cordobés, torero spagnolo (Palma del Río, n. 1936)
- Manolete, torero spagnolo (Cordova, n. 1917 - Linares, † 1947)

## Velocisti(2)
- Manuel Anatol, velocista, calciatore e ingegnere spagnolo (Irun, n. 1903 - † 1990)
- Manuel Guijarro, velocista spagnolo (Albacete, n. 1998)

## Vescovi cattolici(12)
- Manuel Basulto y Jiménez, vescovo cattolico spagnolo (Adanero, n. 1869 - Madrid, † 1936)
- Manuel Fernández de Santa Cruz, vescovo cattolico spagnolo (Palencia, n. 1637 - Puebla, † 1699)
- Manuel González García, vescovo cattolico spagnolo (Siviglia, n. 1877 - Madrid, † 1940)
- Manuel Herrero Fernández, vescovo cattolico spagnolo (Val de San Vicente, n. 1947)
- Manuel Hurtado y García, vescovo cattolico spagnolo (Arenas del Rey, n. 1896 - Tarazona, † 1966)
- Manuel Irurita y Almándoz, vescovo cattolico spagnolo (Larráinzar, n. 1876 - Montcada i Reixac, † 1936)
- Manuel Medina Olmos, vescovo cattolico spagnolo (Lanteira, n. 1869 - Vícar, † 1936)
- Manuel Esteban Muniera, vescovo cattolico spagnolo (Alcaraz, n. 1568 - † 1631)
- Manuel Nin, vescovo cattolico spagnolo (El Vendrell, n. 1956)
- Manuel da Silva Martins, vescovo cattolico portoghese (Leça do Balio, n. 1927 - LuogoMorteLink=Maia, † 2017)
- Manuel Sánchez Monge, vescovo cattolico spagnolo (Fuentes de Nava, n. 1947)
- Arturo Pablo Ros Murgadas, vescovo cattolico spagnolo (Vinalesa, n. 1964)

## Violinisti(1)
- Manuel Quiroga, violinista spagnolo (Pontevedra, n. 1892 - Pontevedra, † 1961)

## Wrestler(2)
- Andrade, wrestler messicano (Gómez Palacio, n. 1989)
- Dr. Wagner, wrestler messicano (Zacatecas, n. 1936 - Torreón, † 2004)

## Senza attività specificata(7)
- Manuel de Acevedo y Zúñiga, spagnolo (Villalpando, n. 1586 - Madrid, † 1653)
- Manuel Kramer, sciatore di velocità e ex sciatore alpino austriaco (n. 1989)
- Manuel Legris, ex ballerino, direttore artistico e coreografo francese (Parigi, n. 1964)
- Manuel Pietropoli, ex snowboarder italiano (Desenzano del Garda, n. 1990)
- Manuel Pinto de Fonseca, portoghese (Lamego, n. 1681 - La Valletta, † 1773)
- Manuel Uribe, messicano (Monterrey, n. 1965 - Monterrey, † 2014)
- Manuel De Vecchi, ciclista di BMX italiano (Verona, n. 1980)